# Třanovice
Třanovice (polnisch Trzanowice, deutsch Trzanowitz) ist eine Gemeinde in Tschechien. Sie liegt acht Kilometer südwestlich von Český Těšín und gehört zum Okres Frýdek-Místek.

## Geographie
Třanovice befindet sich am rechten Ufer der Stonávka unterhalb der Einmündungen des Černý potok und der Mlýnka im Beskidenvorland in Schlesien. Das Dorf wird von der Schnellstraße R 48/E 462 durchquert, deren nächste Abfahrt Hnojník bei Horní Tošanovice liegt. Im Nordwesten befindet sich die Talsperre Těrlicko.
Nachbarorte sind Sušov, Záluží und Podlesí im Norden, Horní Žukov im Nordosten, Běrnoutí, Hůrka und Vělopolí im Osten, Střítež im Südosten, Hnojník und Vyrubané im Süden, Fifejdy und Horní Tošanovice im Südwesten, Mušalec, Zavadovice, Dolní Domaslavice und Volovec im Westen sowie Zadky und Vrazidlo im Nordwesten.

## Geschichte
Das Dorf entstand im 14. Jahrhundert, im Zehntverzeichnis von 1305 war es noch nicht aufgeführt. Die erste schriftliche Erwähnung als Třenkovice stammt aus dem Jahre 1431. Das zu dieser Zeit Mikuláš Pelchrzim von Trzenkowitz (Pelhřim von Třanovice) gehörige Dorf lag an der Kreuzung zweier alter Handelswege, die von Polen nach Österreich und von Ungarn nach Mähren führten. Sein Sohn Nikolaus Pelhřim von Třanovice verkaufte Unter Třanovice 1440 an Machny von Třinec. Im ersten Drittel des 16. Jahrhunderts besaß der Breslauer Kanoniker Kaspar Czelo von Czechowitz das Dorf. Er verkaufte es 1533 an Kaspar Tluk von Tošanovice. Zu dieser Zeit wurde der Ort Třankovice genannt. Später waren auch Strzankowicz, Strzenkowicz und Střanovice gebräuchlich.
Die Tluk von Tošanovice hielten das Dorf bis 1604. Nachfolgend kam es zu einer Teilung der Herrschaft.
Besitzer des Gutes Ober Trzanowitz mit 16 Anwesen war von 1607 bis 1628 Christoph Šobišovský von Šinovice. Nieder Trzanowitz gehörte ab 1619 Wenzel Herzan von Harras. Ab 1633 waren die Herzan von Harras auch Besitzer von Ober Trzanowitz. 1651 erwarben die Tluk von Tošanovice Nieder Trzanowitz. Zu den weiteren Besitzern von Ober Trzanowitz gehörten die Šobišovský von Šinovice, ab 1698 die Grafen Stoltz und danach die Karwinski von Karwin und Lhotský von Lhota.
1745 kaufte Georg Bees von Chrostin Nieder Trzanowitz und drei Jahre später auch den größten Teil von Ober Trzanowitz. 1753 verkaufte er Nieder Trzanowitz an Joachim Wenzel Posadovský von Posadov, von dem es 1768 die Rousecký von Ejvan erwarben. Ab 1804 besaß die Familie Galgon Nieder Trzanowitz. Auf den nördlichen Fluren an der Grenze zu Hradiště wurde im 19. Jahrhundert Eisenerz gefördert und an die Hütten von Baška und Třinec geliefert. Nach dem Bau der Eisenbahn von Kaschau nach Oderberg wurde der Bergbau eingestellt, da die Hütte auf dem Schienenweg besseres Erz bezog.
1845 bestand Nieder Trzanowitz einschließlich des zugehörigen Mittel Trzanowitz aus 67 Häusern und hatte 457 Einwohner.
Nach der Aufhebung der Patrimonialherrschaften entstanden ab 1850 die Gemeinde Trzanowitz mit den Ortsteilen Nieder Trzanowitz und Ober Trzanowitz im Bezirk Teschen. Ab 1920 gehörte der Ort zum Bezirk Český Těšín. 1930 bestand die Gemeinde aus 68 Häusern und hatte 364 Einwohner. 1938 kam Trzanowice als Teil des Olsagebiets zu Polen. Von 1939 bis 1945 gehörte Trzanowitz zum Landkreis Teschen und kam nach Kriegsende zur Tschechoslowakei zurück. Die beiden Güter, die sich im Besitz der Familie Bees-Chrostin (Horní Třanovice) bzw. von Bruno Kappel (Dolní Třanovice) befanden, wurden konfisziert. Nach der Auflösung des Okres Český Těšín wurde die Gemeinde 1961 dem Okres Frýdek-Místek zugeordnet. Im Jahre 1980 wurde Třanovice nach Hnojník eingemeindet, seit 1989 besteht die Gemeinde wieder. Seit 1997 führt die Gemeinde ein Wappen und Banner. Třanovice besteht aus 275 Häusern. In Třanovice lebt eine starke polnische Minderheit, der etwa 21 % der Einwohner angehören.

## Gemeindegliederung
Für die Gemeinde Třanovice sind keine Ortsteile ausgewiesen. Zu Třanovice gehören die Ansiedlungen Dolní Třanovice (Nieder Trzanowitz), Fifejdy, Horní Třanovice (Ober Trzanowitz), Hůrka (Gurka), Mušalec, Sušov (Suschow) und Vyrubané (Wirumbana).

## Sehenswürdigkeiten

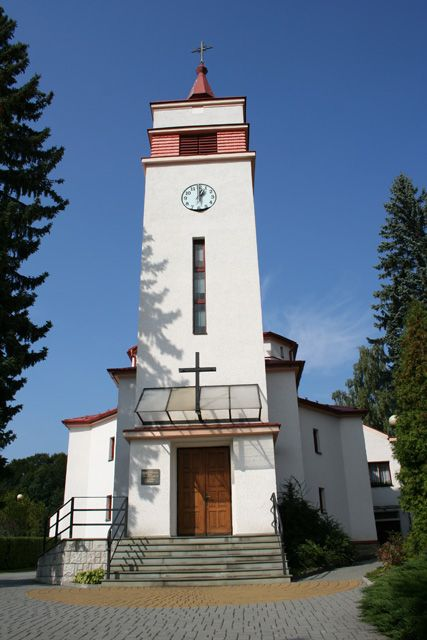
Evangelische Kirche

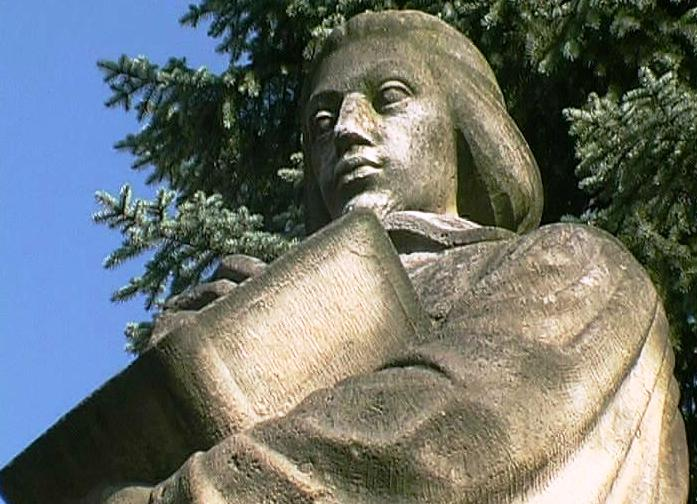
Třanovský-Denkmal

- katholische Filialkirche St. Bartholomäus, neogotischer Bau aus den Jahren 1902–1904, er ersetzte die alte Holzkirche aus dem 17. Jahrhundert
- evangelische Kirche, errichtet 1927–1931 nach Plänen von Tadeusz Michejda
- Denkmal für Jiří Třanovský, errichtet 1956
- Kopie des historischen Grenzsteins der vier Dörfer Třanovice, Žukova, Koňakov und Hradiště
- Feldahornbaum mit Stammumfang von drei Metern, am Černý potok

## Persönlichkeiten
- Der Jurist und Soziologe Eduard August Schroeder wuchs in Třanovice auf.
- Der Komponist und Dichter Jiří Třanovský stammt aus Třanovice. Sein Großvater Adam Třanovský von Třanovice war Bauer und Richter. Sein Vater wuchs im Dorf auf und zog nach der Hochzeit nach Teschen.